# Bodé
Cet article possède un paronyme, voir Bode.
Bodé est un village du Sénégal situé en Basse-Casamance. Il fait partie de la communauté rurale de Mangagoulack, dans l'arrondissement de Tendouck, le département de Bignona et la région de Ziguinchor.
Lors du dernier recensement (2002), le village comptait 339 habitants et 47 ménages.